# Saint-Médard-en-Jalles
Saint-Médard-en-Jalles é uma comuna francesa na região administrativa da Nova Aquitânia, no departamento da Gironda. Estende-se por uma área de 85,19 km². Em 2010 a comuna tinha 32 052 habitantes (densidade: 376,2 hab./km²).